# Jochen Huhn
Jochen Huhn (* 27. Januar 1930 in Eisenach) ist ein deutscher Geschichtsdidaktiker. Er war Professor an der Universität Kassel.
Nach einer Lehrtätigkeit im In- und Ausland von 1955 bis 1968 war er 1968 bis 1975 Pädagogischer Mitarbeiter. Seine Promotion erfolgte 1974 an der Universität Frankfurt am Main. Er war bis 1995 Professor an der Gesamthochschule bzw. Universität Kassel. Er befasste sich besonders mit dem gesellschaftlichen Bereich des Sachunterrichts in einer Arbeitsgruppe mit Herbert Hagstedt.
Nach der Pensionierung trat er in die Katholische Integrierte Gemeinde ein und lebt in Bad Tölz.

## Schriften (Auswahl)
- Theoretische Grundlagen. In: Projektgruppe: vergangenes sehen. Perspektivität im Prozeß historischen Lernens. Theorie und Unterrichtspraxis von der Grundschule bis zur Sekundarstufe II, bpb, Bonn 1995, ISBN 3-89331-235-8, S. 15–42.
- Geschichtsdidaktik. Eine Einführung, Böhlau, Köln/Wien 1994, ISBN 978-3-412-03294-4.
- mit Peter-Christian Witt (Hrsg.): Föderalismus in Deutschland. Traditionen und gegenwärtige Probleme, Symposion an der Universität Kassel, 10. bis 12. April 1991, Nomos, Baden-Baden 1992, ISBN 978-3-7890-2641-6.
- Lernen aus der Geschichte. Historische Argumente in der westdeutschen Föderalismusdiskussion 1945–1949, Melsungen 1990, ISBN 978-3-925523-05-2.
- Politische Geschichtsdidaktik. Untersuchungen über politische Implikationen der Geschichtsdidaktik in der Weimarer Republik und in der Bundesrepublik, Cornelsen, Frankfurt am Main 1982 (zuerst 1975, zugleich: Dissertation 1974), ISBN 978-3-589-20067-2.